# جيسي إي. وودز
جيسي إي. وودز (بالإنجليزية: Jessie E. Woods)‏ هي طيارة أمريكية، ولدت في 27 يناير 1909، وتوفيت في 17 مارس 2001.